# Llista de personatges al True Crime: New York City
Hi ha un gran nombre de personatges que apareixen a l'argument del True Crime: New York City. El videojoc ha estat doblat per diversos actors coneguts com pot ser Laurence Fishburne, Christopher Walken, i Mariska Hargitay. El primer videojoc de la saga va ser, True Crime: Streets of LA, hi sortia el rapper Snoop Dogg on al True Crime: New York City surt com a Redman.

## Personatges de la història principal
- Marcus Reed
- Terrence "Terry" Higgins
- Agent especial Gabriel Whitting
- Victor Navarro
- Tinent Deena Dixon
- Kev Lar
- Redman

## Personatges de la Màfia de Palerm
- Vincent Tuzzi
- Candy

## Personatges del Club President
- Lionel "Benjamin" Jones
- Kobi

### The Presidents
- Grant
- Hamilton

## Personatges delCàrtelde Magdalena
- Magdalena Rojas (Teresa Castillo)
- Rey

## Personatges de Shadow Tong
- Leeland Shen
- Vivian Shen
- Lin

## Informants
- Isaiah "The King" Reed (El Rei)
- Madam Cassandra Hartz
- Fareed "Freddie" Abdul Salaam